# Helmuth Koinigg

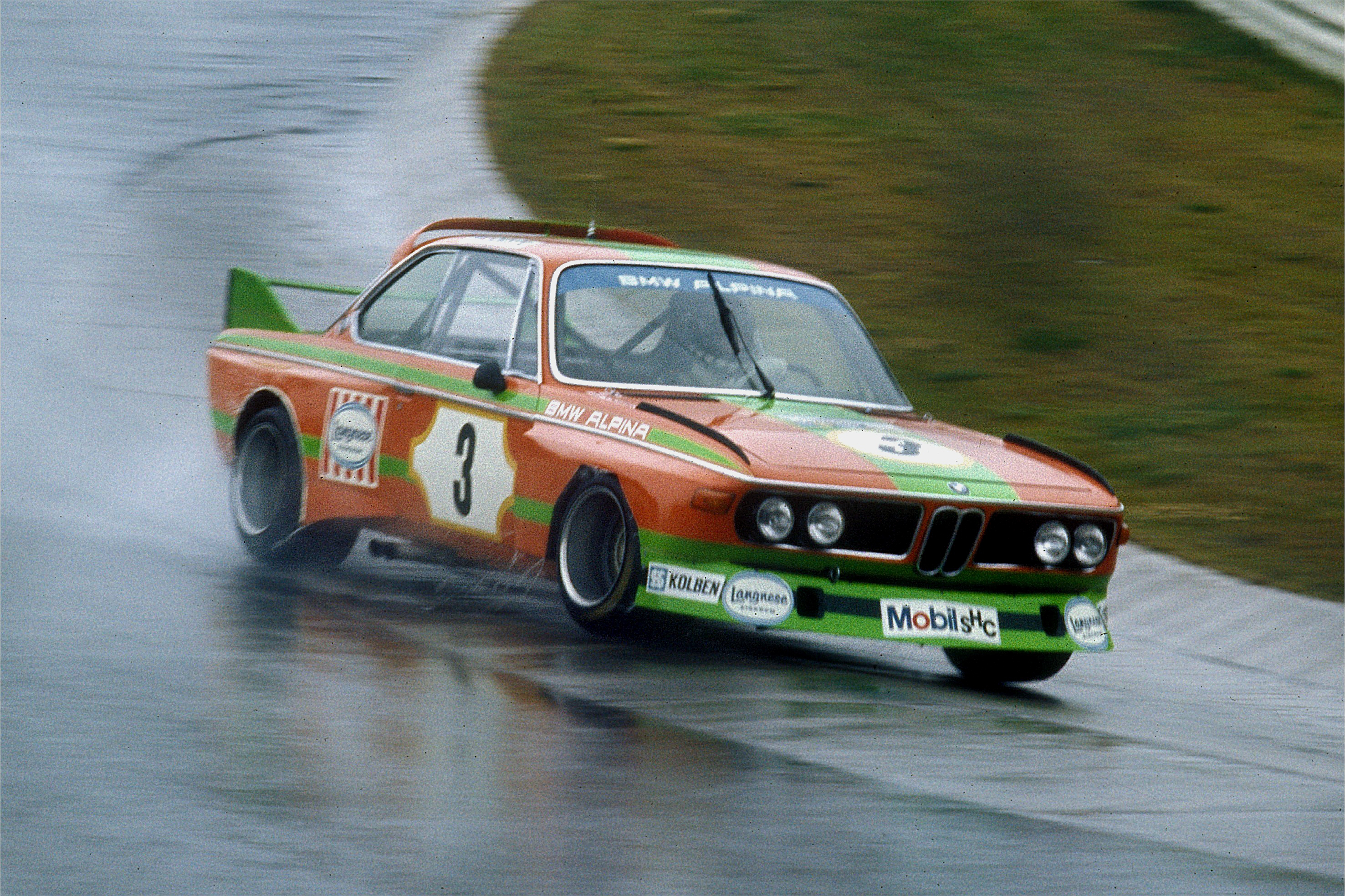
Helmuth Koinigg op 13 juli 1974 bij de training voor de 6-uurs-wedstrijd op de Nürburgring

Helmuth Koinigg (Wenen, 3 november 1948 - Watkins Glen International, 6 oktober 1974) was een Oostenrijkse Formule 1-coureur die verongelukte in een crash op Watkins Glen tijdens de Amerikaanse Grand Prix van 1974.
Net als verschillende andere Formule 1-coureurs was Koiniggs eerste racewagen een Mini Cooper, die hij had gekocht van Niki Lauda.
In 1974, na enkele jaren in onder meer de Formule V en Formule Ford gereden te hebben, kreeg Koinigg dan eindelijk de financiering rond om zich te verzekeren van een plekje in de Brabham van Scuderia Finotto en meereed in de Oostenrijkse Grand Prix. Hoewel hij zich niet wist te kwalificeren, sleepte hij wel een contract met Surtees voor de laatste twee races van het seizoen in de wacht. Na ook in de Canadese Grand Prix van hetzelfde jaar goed gereden te hebben, was Koinigg een veelbelovend talent voor 1975.
Het noodlot sloeg echter toe tijdens de Grand Prix in de Verenigde Staten later dat jaar.
Gepositioneerd bij de laatste rijders kreeg zijn auto in bocht 7 te maken met een defect in de ophanging, waardoor zijn wagen regelrecht de Armco-barrière in reed. De snelheid waarmee Koinigg crashte was relatief laag, en normaal gesproken had hij het ongeval ongedeerd moeten overleven. De Armco-barrière bleek echter --zoals bij meerdere circuits in die tijd, zo bleek later-- onveilig gemonteerd en het onderste deel boog onder impact omhoog. De auto gleed onder het intact gebleven bovenste deel door, dat Koinigg onthoofdde; hij was op slag dood.
De crash van Koinigg vertoont veel overeenkomsten met die van Formule 1-coureur François Cevert een jaar eerder tijdens een kwalificatieronde aan de andere kant van hetzelfde circuit, in de bochten 2 tot en met 4 (de S-bochten). Het lichaam van Cevert werd daarbij op borsthoogte door een uit de grond gerukte en zo omhooggekomen Armco in tweeën gesneden; ook hij was op slag dood.
voor de Oostenrijker nog maar z'n tweede start in een grote prijs. Toen hij de remzone naderde van een bocht, genaamd The Toe, begaf de ophanging van zijn Surtees het, waardoor deze recht op de vangrail inreed. De snelheid waarmee Koinigg crashte was niet zo hoog, en normaal gezien zou hij zonder al te veel kleerscheuren uit het ongeluk moeten gekomen zijn. Maar de vangrail was te hoog geplaatst waardoor de bolide eronderdoor reed. Koinigg overleefde de klap niet, door de manier waarop de bolide onder de vangrail door schoof werd hij onthoofd.
Het ongeluk gebeurde precies één jaar na de dood van de Franse autocoureur François Cevert op hetzelfde circuit.